# Чимборасо (провинция)
 Тази статия е за провинцията в Еквадор.  За едноименния вулкан вижте Чимборасо.  
Чимборасо (на испански: Chimborazo) е една от 24-те провинции на южноамериканската държава Еквадор. Разположена е в централната част на страната. Общата площ на провинцията е 6470,40 км², а населението е 519 800 жители (по изчисления за 2019 г.). Провинцията е разделена на 10 кантона, някои от тях са:
1. Колта
2. Пенипе
3. Риобамба
4. Чамбо